# Appartamento in tre
Appartamento in tre (We Got It Made) è una serie televisiva statunitense in 46 episodi trasmessi per la prima volta nel corso di 2 stagioni dal 1983 al 1988.
È una sitcom incentrata sulle vicende di Mickey Mackenzie, giovane donna che lavora come domestica per due scapoli di Manhattan, David Tucker (interpretato prima da Matt McCoy e poi da John Hillner) e Jay Bostwick.

## Personaggi e interpreti
- Mickey McKenzie (46 episodi, 1983-1988), interpretata da Teri Copley.
- Jay Bostwick (46 episodi, 1983-1988), interpretato da Tom Villard.
- David Tucker (24 episodi, 1987-1988), interpretato da John Hillner.
- Max Papavasilios, Sr. (24 episodi, 1987-1988), interpretato da Ron Karabatsos.
- Max Papavasilios, Jr. (24 episodi, 1987-1988), interpretato da Lance Wilson-White.
- David Tucker (22 episodi, 1983-1984), interpretato da Matt McCoy.
- Beth Sorenson (22 episodi, 1983-1984), interpretata da Bonnie Urseth.
È la fidanzata di Jay.
- Claudia (22 episodi, 1983-1984), interpretata da Stepfanie Kramer.
È la fidanzata di David.
- Colette (2 episodi, 1988), interpretata da Claudia Christian.

## Produzione
La serie, ideata da Gordon Farr e Lynne Farr, fu prodotta da MGM Television

### Registi
Tra i registi sono accreditati:
- Alan Rafkin in 16 episodi (1983-1984)
- Jim Drake in 6 episodi (1984)

### Sceneggiatori
Tra gli sceneggiatori sono accreditati:
- Gordon Farr in 46 episodi (1983-1988)
- Lynne Farr in 46 episodi (1983-1988)
- Coleman Mitchell in 4 episodi (1983-1984)
- Geoffrey Neigher in 4 episodi (1983-1984)
- Arnold Kane in 3 episodi (1983)
- Laura Levine in 3 episodi (1983)
- Bowie Lennon in 2 episodi (1984)
- Ken Kuta

## Distribuzione
La serie fu trasmessa negli Stati Uniti dall'8 settembre 1983 al 3 settembre 1988  sulla NBC (1983-1984) e poi in syndication (1987-1988). In Italia è stata trasmessa su Italia 1 e su Rete 4 con il titolo Appartamento in tre.

## Episodi
| Stagione         | Episodi | Prima TV USA |
| ---------------- | ------- | ------------ |
| Prima stagione   | 22      | 1983-1984    |
| Seconda stagione | 24      | 1987-1988    |